# Спасская церковь (Уборы)
Храм Спаса Нерукотворного Образа (Спасский храм) — православный храм в селе Уборы Одинцовского городского округа Московской области. Относится к Одинцовскому благочинию Одинцовской епархии.

## История
Церковь во имя Спаса Нерукотворного Образа ― главная достопримечательность села. Сначала, в 1673 году, по приказу боярина Петра Васильевича Шереметева (1650—1697), называвшегося в актах Шереметевым-Меньшим, построили деревянный храм, по которому село стало называться Спасским. Но название не прижилось, чаще его обозначали как Спас-Уборы. Царь Алексей Михайлович, благоволивший к Шереметеву, прислал в новый храм книги «Триодь постную» и «Пентикостарий, или служба на Пятидесятницу».
Позднее П. В. Шереметев решил построить каменную церковь в «нарышкинском стиле» и поручил это крепостному строителю М. Ю. Татищева Якову Бухвостову с помощниками, который невдалеке возводил надвратную церковь в Новоиерусалимском монастыре.

Се аз боярина Михаила Юрьевича Татищева вотчины ево Дмитревского уезду села Никольского крестьяне Яков Григорев сын Бухвостов, да Михаила Тимофеев, да Митрофан Семенов, все мы подрятчики дали на себя сию запись боярину Петру Васильевичу Шереметеву в том, что в прошлом в 5202-м (1694) году генваря в 10 день подрядились мы у него, боярина Петра Васильевича, в Звенигороцкой его вотчине, в селе Спаском, Уборы тож, зделать церковь каменную и отделать было нам её всю против записи на срок октября к 8-му числу нынешнего 5203-го (1695) году.

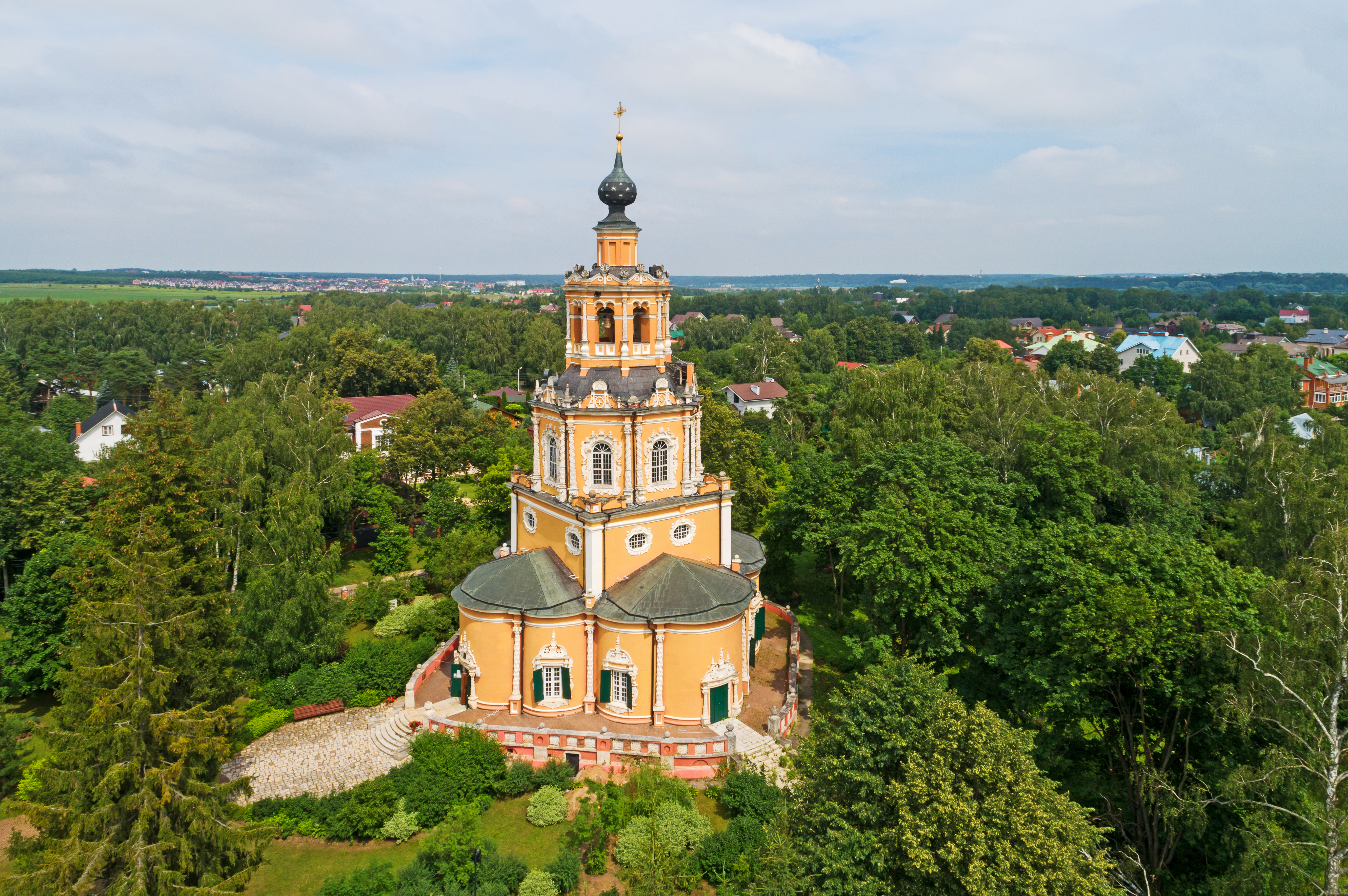
Церковь Спаса Нерукотворного Образа в селе Уборы

Но Бухвостов, занятый в то время возведением Успенского собора в Рязани, а также сооружением стен и башен Новоиерусалимского монастыря, не смог закончить строительство в срок (1695), и Шереметев обратился с жалобой на него в Приказ каменных дел с требованием выплатить неустойку. Требуемой суммы у Бухвостова не оказалось, и тогда по решению Приказа строитель был арестован и заключен под стражу, а также приговорен к битью кнутом «нещадно и каменное дело доделать».
Строительство церкви закончили уже после смерти боярина ― в конце 1697 года. Ещё три года потребовалось для завершения внутреннего убранства церкви: был изготовлен 25-метровый 9-ярусный позолоченный резной иконостас и написаны иконы. 17 сентября 1700 года был выдан антиминс на освящение храма.
Во время Отечественной войны 1812 года через Уборы проходила французская армия, французы храм разорили и до 1836 года церковь стояла в запустении.
Сохранилось прошение (1849) о позволении ремонта храма, замене оконных переплетов и обновлении икон. Храм впоследствии действовал до конца 1930-х гг. После иконостас был распилен и сожжён, колокола отданы на переплавку. Возвращён церкви летом 1995 года. Реставрацией храма занимались церковные архитекторы М. О. Пустовалов и А. А. Анисимов.

## Архитектура
Спасская церковь в Уборах относится к московскому, а точнее к «нарышкинскому барокко», это тип храма «иже под колоколы». Это единственный храм нарышкинского барокко, где чётко прослеживается влияние стиля голицынское барокко, в виде 12-лепесткового плана в форме голгофского креста, впервые применённого в имении Прозоровских Петровское-Дурнево князем Василием Голицыным, и в позднее построенной в 1690-1697 годах Знаменской церкви в Дубровицах. Прообразом храма послужила церковь индийского царевича Иосафа в Измайлово, которую построили совместно князь Василий Голицын и царевна Софья. В храме сочетаются традиции русского белокаменного зодчества и новшества западноевропейской архитектуры. Для подобных храмов обычно характерны декоративность и яркость, цветовая гамма — контрастность в сочетании красных стен и белых резных деталей. В нарышкинском барокко широко применялись элементы ордера (декоративные фронтоны, пилястры, арки). Фасад церкви украшен белыми каменными наличниками и витыми колоннами с капителями. Храм имеет четыре яруса и весь четырёхъярусный объём покоится на высоком стилобате. На нижний ярус с полукружиями притворов и алтаря опираются уменьшающиеся по размеру восьмерики. Из былого убранства церкви остался лишь подсвечник, стоявший у иконы апостолов Петра и Павла.

## В кино
- Сказ про то, как царь Пётр арапа женил (1976)
- Очи чёрные (1987)
- Дубровский (1988)
- Сибирский цирюльник (1998)